# Mistrovství Evropy v ledním hokeji žen 1993
Mistrovství Evropy v ledním hokeji žen 1993 bylo poprvé rozděleno do dvou výkonnostních skupin. Účast v elitní skupině si zajistilo prvních šest družstev z předchozího Mistrovství Evropy. Zbývající družstva byla zařazena do skupiny B. Zároveň bylo zavedeno pravidlo pro postupy a sestupy, kdy v následujícím ročníku první družstvo skupiny B nahradí poslední družstvo skupiny A.

## Skupina A
Turnaj skupiny A se konal od 24. do 27. března 1993 v Esbjergu v Dánsku. Šest družstev bylo rozděleno do dvou skupin, ve kterých se střetla jednokolově každé s každým, poté se mužstva umístěné ve skupinách na stejných místech utkali o konečné pořadí. Vítězství si připsali hráčky Finska před hráčkami Švédska a hráčkami Norska.

### Základní skupiny
|     | Skupina A | Finsko  | Norsko  | Švýcarsko | V | R | P | VG | OG | B |
| A1. | Finsko    | ***     | 8:3     | 17:1      | 2 | 0 | 0 | 25 | 4  | 4 |
| A2. | Norsko    | 3:8     | ***     | 5:2       | 1 | 0 | 1 | 8  | 10 | 2 |
| A3. | Švýcarsko | 1:17    | 2:5     | ***       | 0 | 0 | 2 | 3  | 22 | 0 |
|     | Skupina B | Švédsko | Německo | Dánsko    | V | R | P | VG | OG | B |
| B1. | Švédsko   | ***     | 10:3    | 6:0       | 2 | 0 | 0 | 16 | 3  | 4 |
| B2. | Německo   | 3:10    | ***     | 6:4       | 1 | 0 | 1 | 9  | 14 | 2 |
| B3. | Dánsko    | 0:6     | 4:6     | ***       | 0 | 0 | 2 | 4  | 12 | 0 |

### Finále a zápasy o umístění
|    | Finále     | Finsko    | Švédsko |
| 1. | Finsko     | ***       | 8:2     |
| 2. | Švédsko    | 2:8       | ***     |
|    | o 3. místo | Norsko    | Německo |
| 3. | Norsko     | ***       | 6:3     |
| 4. | Německo    | 3:6       | ***     |
|    | o 5. místo | Švýcarsko | Dánsko  |
| 5. | Švýcarsko  | ***       | 4:1     |
| 6. | Dánsko     | 1:4       | ***     |

Šesté Dánsko sestoupilo do skupin B.

## Skupina B
Turnaj skupiny B se konal od 22. do 27. března 1993 v Kyjevě na Ukrajině. Pět družstev se střetlo jednokolově každé s každým. Vítězství si připsali hráčky Lotyšska, které si tak zajistily postup do skupiny A.
|     | Skupina A      | Lotyšsko | Česko | Francie | Velká Británie | Ukrajina | V | R | P | VG | OG | B |
| 7.  | Lotyšsko       | ***      | 3:1   | 4:3     | 3:0            | 0:1      | 3 | 0 | 1 | 10 | 5  | 6 |
| 8.  | Česko          | 1:3      | ***   | 3:2     | 1:1            | 3:0      | 2 | 1 | 1 | 8  | 6  | 5 |
| 9.  | Francie        | 3:4      | 2:3   | ***     | 7:2            | 1:0      | 2 | 0 | 2 | 13 | 9  | 4 |
| 10. | Velká Británie | 0:3      | 1:1   | 2:7     | ***            | 1:0      | 1 | 1 | 2 | 4  | 11 | 3 |
| 11. | Ukrajina       | 1:0      | 0:3   | 0:1     | 0:1            | ***      | 1 | 0 | 3 | 1  | 5  | 2 |

## Postup na mistrovství světa
Prvních pět celků ze skupiny A si zajistilo postup na třetí mistrovství světa v ledním hokeji žen, které se konalo v následujícím roce 1994. Byli to týmy Finska, Švédska, Norska, Německa a Švýcarska.